# Rio Caeté (vattendrag i Brasilien, Pará, lat -6,13, long -50,72)
Rio Caeté är ett vattendrag i Brasilien.   Det ligger i delstaten Pará, i den centrala delen av landet, 1 100 km norr om huvudstaden Brasília.
I omgivningarna runt Rio Caeté växer i huvudsak städsegrön lövskog. Runt Rio Caeté är det glesbefolkat, med 12 invånare per kvadratkilometer.